# Pérenchies
 Pérenchies  es una población y comuna francesa, en la región de Norte-Paso de Calais, departamento de Norte, en el distrito de Lille y cantón de Quesnoy-sur-Deûle.

## Demografía
| 5050 | 5570 | 6858 | 6926 | 7186 | 7639 |
| Para los censos de 1962 a 1999 la población legal corresponde a la población sin duplicidades (Fuente: INSEE [Consultar]) |      |      |      |      |      |